# Critics’ Choice Television Award/Bester Nebendarsteller in einer Dramaserie
Der Critics’ Choice Television Award in der Kategorie Bester Nebendarsteller in einer Dramaserie (Originalbezeichnung: Best Supporting Actor in a Drama Series) ist eine der Auszeichnungen, die jährlich in den Vereinigten Staaten von der Broadcast Television Journalists Association, einem Verband von Fernsehkritikern, verliehen werden. Sie richtet sich an Schauspieler, die eine hervorragende Leistung in einer Nebenrolle in einer Drama-Fernsehserie erbracht haben. Die Kategorie wurde 2011 ins Leben gerufen. Die Gewinner werden in einer geheimen Abstimmung durch die Fernsehkritiker des Verbandes ermittelt.

## Geschichte und Rekorde
Seit der ersten Verleihung hat die Broadcast Television Journalists Association eine Gesamtanzahl von zehn Preisen in der Kategorie Bester Nebendarsteller in einer Dramaserie an zehn verschiedene Schauspieler verliehen. Der erste Preisträger war John Noble, der 2011 für seine Rolle als Walter Bishop in Fringe – Grenzfälle des FBI ausgezeichnet wurde. Der bisher letzte Preisträger war Billy Crudup, der 2020 für seine Rolle als Cory Ellison in The Morning Show geehrt wurde.
Ältester Gewinner mit 71 Jahren war 2016 der US-Amerikaner John Lithgow (The Crown), ältester nominierter Schauspieler mit 77 Jahren 2016 der US-Amerikaner Jon Voight (Ray Donovan). Jüngster Gewinner mit 34 Jahren war 2014 der US-Amerikaner Aaron Paul (Breaking Bad), jüngster nominierter Schauspieler mit 29 Jahren 2016 der Brite Kit Harington (Game of Thrones).
Die folgende Liste ist eine Aufzählung von Rekorden der häufigsten Nominierten und Gewinnern in der Kategorie Bester Nebendarsteller in einer Dramaserie. Die Gewinner und Nominierten in den anderen Serien- und Schauspielerkategorien werden nicht mitgezählt.
| Statistik                                       | Schauspieler/Serie | Anzahl | Jahre                                    |
| ----------------------------------------------- | ------------------ | ------ | ---------------------------------------- |
| Häufigste Nominierung (Schauspieler) (* = Sieg) | Walton Goggins     | 4      | 2011, 2013, 2014, 2015                   |
|                                                 | Peter Dinklage     | 4      | 2012, 2016 (Dez.), 2018, 2020            |
| Häufigste Nominierung ohne Sieg (Schauspieler)  | Walton Goggins     | 4      | 2011, 2013, 2014, 2015                   |
|                                                 | Peter Dinklage     | 4      | 2012, 2016 (Dez.), 2018, 2020            |
| Häufigste Auszeichnung (Serie)                  | Breaking Bad       | 2      | 2012, 2014                               |
| Häufigste Nominierung (Serie)                   | Game of Thrones    | 6      | 2012, 2013, 2016 (Dez.) (2×), 2018, 2020 |

## Gewinner und Nominierte
Die unten aufgeführten Fernsehserien werden mit ihrem deutschen Ausstrahlungstitel (sofern ermittelbar) angegeben, danach folgt in Klammern in kursiver Schrift der fremdsprachige Originaltitel. Die Nennung des Originaltitels entfällt, wenn deutscher und fremdsprachiger Serientitel identisch sind. Die Gewinner stehen hervorgehoben in fetter Schrift an erster Stelle.
2011
John Noble – Fringe – Grenzfälle des FBI (Fringe)
Alan Cumming – Good Wife (The Good Wife)
Walton Goggins – Justified
Shawn Hatosy – Southland
Michael Pitt – Boardwalk Empire
John Slattery – Mad Men
2012
Giancarlo Esposito – Breaking Bad
Peter Dinklage – Game of Thrones
Neal McDonough – Justified
John Noble – Fringe – Grenzfälle des FBI (Fringe)
Aaron Paul – Breaking Bad
John Slattery – Mad Men
2013
Michael Cudlitz – Southland
Jonathan Banks – Breaking Bad
Nikolaj Coster-Waldau – Game of Thrones
Noah Emmerich – The Americans
Walton Goggins – Justified
Corey Stoll – House of Cards
2014
Aaron Paul – Breaking Bad
Josh Charles – Good Wife (The Good Wife)
Walton Goggins – Justified
Peter Sarsgaard – The Killing
Jon Voight – Ray Donovan
Jeffrey Wright – Boardwalk Empire
2015
Jonathan Banks – Better Call Saul
Christopher Eccleston – The Leftovers
Walton Goggins – Justified
Ben Mendelsohn – Bloodline
Craig T. Nelson – Parenthood
Mandy Patinkin – Homeland
2016 (Jan.)
Christian Slater – Mr. Robot
Clayne Crawford – Rectify
Christopher Eccleston – The Leftovers
André Holland – The Knick
Jonathan Jackson – Nashville
Rufus Sewell – The Man in the High Castle
2016 (Dez.)
John Lithgow – The Crown
Peter Dinklage – Game of Thrones
Kit Harington – Game of Thrones
Michael McKean – Better Call Saul
Christian Slater – Mr. Robot
Jon Voight – Ray Donovan
2018
David Harbour – Stranger Things
Bobby Cannavale – Mr. Robot
Asia Kate Dillon – Billions
Peter Dinklage – Game of Thrones
Delroy Lindo – The Good Fight
Michael McKean – Better Call Saul
2019
Noah Emmerich – The Americans
Richard Cabral – Mayans M.C.
Asia Kate Dillon – Billions
Justin Hartley – This Is Us – Das ist Leben
Matthew Macfadyen – Succession
Richard Schiff – The Good Doctor
Shea Whigham – Homecoming
2020
Billy Crudup – The Morning Show
Asante Blackk – This Is Us – Das ist Leben
Asia Kate Dillon – Billions
Peter Dinklage – Game of Thrones
Justin Hartley – This Is Us – Das ist Leben
Delroy Lindo – The Good Fight
Tim Blake Nelson – Watchmen
2021
Michael K. Williams – Lovecraft Country
Jonathan Banks – Better Call Saul
Justin Hartley – This Is Us – Das ist Leben
John Lithgow – Perry Mason
Tobias Menzies – The Crown
Tom Pelphrey – Ozark